# Timor-Riffschlange
Die Timor-Riffschlange (Aipysurus fuscus), auch Riff-Seeschlange, zählt innerhalb der Familie der Giftnattern (Elapidae) zu den Seeschlangen. Sie kommt in den Gewässern um Timor vor. Im Norden erreicht ihr Ausbreitungsgebiet Sulawesi, im Süden die Küste Nordwestaustraliens, im Osten die Tanimbarinseln und im Westen Sumba. Dort lebt sie in Riffen, die mit Korallen bevölkert sind.
Die Timor-Riffschlange erreicht eine Länge von 90 Zentimetern. Hinter den Giftzähnen befinden sich sechs bis acht weitere Zähne.
Die Weltnaturschutzunion (IUCN) stuft die Art als stark gefährdet (endangered) ein.

## Toxinologie
Nach einem Giftbiss kommt es kaum zu lokalen Erscheinungen an der Bissstelle. Es können folgende unspezifische Beschwerden auftreten: Schwitzen, vermehrter Speichelfluss, Übelkeit, Erbrechen, Kopfschmerzen, Durchfall, Schwindel, Abdominalschmerzen, Krämpfe, Tachykardie oder Bradykardie und besonders im Falle einer allergischen Reaktion Hypotonie bis hin zum Schock. Das Toxingemisch der Timor-Riffschlange enthält postsynaptische Nervengifte, die als Antagonisten Nikotinrezeptoren blockieren und somit zu einer fortschreitenden Lähmung (anfänglich Ptosis, später gegebenenfalls massive Lähmung, Atemlähmung) mit Todesfolge führen können. Wahrscheinlich vorhandene Myotoxine können eine Myolyse und sekundäre Schädigung der Nieren bewirken.

## Taxonomie
Beschrieben wurde die Art 1837 von dem Schweizer Naturforscher Johann Jakob von Tschudi als Stephanohydra fusca, 1926 wurde sie von dem britischen Zoologen Malcolm Arthur Smith unter ihrem heute gültigen Namen der Gattung Aipysurus zugeschlagen.